# Український дисидентський рух в СРСР
Дисидентські (опозиційні) рухи 1960–1980-х років в Україні — рухи, учасники яких виступали за демократизацію суспільства, дотримання прав і свобод людини, в Україні (УРСР) — за вільний розвиток української мови та культури, реалізацію прав українського народу на власну державність, складова дисидентських рухів 1960—1980-х в СРСР.
Провідне місце серед опозиційних сил в УРСР 1960–80-х рр. мали:
- український національно-визвольний рух (національно орієнтоване дисидентство),
- рухи національних меншин (кримськотатарські та єврейські національні рухи за повернення на історичну Батьківщину),
- рух за свободу совісті (релігійне дисидентство),
- рух за соціально-економічні права.

Поширення дисидентства в 1960–80-х рр. в СРСР, у тому числі і в УРСР стало реакцією на згортання процесу десталінізації радянського суспільства, утиски національного культурно-духовного життя, серйозні порушення конституційних норм щодо свободи совісті та віросповідань, істотні прорахунки в галузі соціально-економічної політики. Помітний вплив на формування українського дисидентства справила поразка національно-визвольної боротьби 1940–50-х рр. у Західній Україні, яка проілюструвала безперспективність збройних методів опору.
Характерною рисою українського дисидентського руху була боротьба за національні інтереси українського народу, яка поєднувала найрізноманітніші форми громадянського протесту: від інтелектуального опору, що виражався як у написанні й поширенні через «самвидав» публіцистичних, прозових, поетичних творів, в яких викривалися вади радянського суспільства («Інтернаціоналізм чи русифікація?» І.Дзюби, «Право жити» Ю. Бадзьо, «Етноцид українців в СРСР» С.Хмари, публіцистика В. Чорновола, В. Мороза, В. Марченка, Є. Сверстюка та ін.), а також у ствердженні нерегламентованих культурних ініціатив (подвижницька діяльність Л. Ященка, І. Гончара, А. Горської та ін. у розбудові непідконтрольних органам влади неофіційних музеїв, бібліотек, неформальних об'єднань), до створення організаційних структур для боротьби з існуючим державним та суспільним ладом. У 2-й половині 1950-х — на початку 1960-х рр. в Україні виникає мережа таємних організацій і осередків антирадянського спрямування. Деякі з них діяли на засадах інтегрального націоналізму (див. Націоналізм): «Союз борців за звільнення України» (середина 1950-х рр., у м. Шахтарськ), Український національний комітет (1956–61, поширював свій вплив серед населення Львівської області), Український національний фронт (1964–67, у Львівській, Івано-Франківській, Кропивницькій, Донецькій областях); деякі спиралися на ідеї націонал-комунізму: Українська робітничо-селянська спілка (1960–61, у Львівській обл.), «Українська національна комуністична партія» (1971–72, м. Київ), «Партія національного прогресу» (кінець 1970 — початок 1980-х рр., у м. Горлівка). Якщо націонал-комуністичні та націоналістичні угруповання робили основний акцент на розв'язання національних проблем і домагалися побудови незалежної Української держави, то чимало інших організацій і груп («Підпільний центр «Свобода» у м. Костянтинівка Донецької обл., «Демократичний союз соціалістів» у смт Серпневе Одеської обл., «Боротьба за громадську справедливість» у Миколаївській обл., «Партія боротьби за реалізацію ленінських ідей» у м. Луганськ та ін.) виводили на перший план завдання реалізації демократичних прав і свобод громадян незалежно від їх національної приналежності як неодмінну запоруку подальшого розвитку радянського суспільства.

## Етапи українського дисидентського руху
В історії українського дисидентського руху вирізняють два етапи. На першому етапі (2-га пол. 1950 — серед. 1960-х рр.) протести здебільшого мали анонімний характер, здійснювались у вигляді розповсюдження листівок, нац. символіки, на другому (серед. 1960-х — 1970-ті рр.) — надзвичайно важливим стало поширення легальних форм боротьби. Останнє знайшло вираження в широкій петиційній кампанії («Лист 78-ми», «Лист 139-ти»), відкритих акціях протесту (демонстративна акція в київ. кінотеатрі «Україна» на прем'єрі фільму С.Параджанова «Тіні забутих предків» 14 вересня 1965; мітинги біля пам'ятника Т.Шевченку в Києві, особливо з приводу відзначення чергової річниці перепоховання праху Т.Шевченка в Україні 22 трав.), актах самоспалення, здійснених В.Макухом, О.Гірником, М.Береславським, формуванні громадських організацій на захист деяких політв'язнів («Громадський комітет на захист Ніни Строкатої», 1971), заснуванні в листопаді 1976 Української громадської групи сприяння виконанню Гельсінкських угод, яка діяла на основі підписання керівництвом СРСР Заключного акта Наради з безпеки та співробітництва в Європі (Фінляндія, 1975).

## Боротьба за повернення на свою історичну Батьківщину
У літописі опозиційного руху 2-ї пол. 1950–1980-х рр. в Україні значне місце посідає боротьба кримських татар за повернення на свою історичну Батьківщину, реалізацію прав і свобод, гарантованих міжнародними актами, конституціями СРСР та УРСР. Перші кроки в становленні кримськотатарського національного руху спостерігалися вже наприкінці 1940-х рр. Вони виявились у нестримному прагненні кримських татар зберегти власну самобутність, мову, культуру; в масових утечах з місць «спецпоселення» (див. Депортація кримськотатарського народу 1944), порушенні встановленого режиму їх функціонування, в масовій перманентній петиційній кампанії, діяльності таємного гуртка «Союз кримськотатарської молоді за повернення на Батьківщину» на чолі з М. Джемілєвим, М. Омеровим, М. Османовим, Р. Годженовим та ін.
Значний прошарок опозиції в Україні становив єврейський національний рух, представлений двома основними течіями — «еміграційників» (домагання реалізації права на еміграцію) і «культурників» (відродження історично-культурних традицій українського єврейства). Активісти єврейського національного руху Й. Зісельс, Я. Левін, Я. Меш, О. Парицький докладали чимало зусиль для створення нелегальних культурно-освітніх центрів — «ульпанів» — у Києві, Харкові, Одесі, задоволення релігійних потреб єврейської меншини (див. Юдаїзм в Україні), подолання проявів побутового і державного антисемітизму (див. Антисемітизм в Україні).

## Релігійне дисидентство
Антицерковна кампанія 2-ї половини 1950 — початку 1960-х рр., що супроводжувалася форсованим подоланням «релігійності», адміністративним втручанням у діяльність релігійних організацій, викликала появу релігійного дисидентства. В лоні РПЦ існувало кілька течій, спрямованих як проти Московського патріархату, так і проти державних органів. Ідеться про спробу створення в 1-й половині 1950-х рр. єдиної незалежної української церкви, про діяльність «Комітету відновлення Церкви і боротьби за її канонічну чистоту» і «Християнського комітету захисту прав віруючих в СРСР», прилюдні виступи єпископа Полтавського і Кременчуцького Феодосія (Дикуна) проти грубого втручання держави у справи церкви, правозахисну діяльність священників П. Здрилюка, В. Романюка (див. Володимир), протести віруючих проти масового закриття церков і монастирів, нищення святих місць тощо.
Серйозною силою був рух за відновлення Української греко-католицької церкви, який виник практично відразу після неканонічного Львівського собору Української греко-католицької церкви 1946 і виявився у функціонуванні незареєстрованих релігійних громад, створенні організацій захисту прав віруючих: «Ініціативна група захисту прав віруючих і церкви» на чолі з Й. Терелею, «Комітет захисту УГКЦ» (кер. — І. Гель), акціях протесту, богословських творах Й. Сліпого, В. Величковського, Р. Бахталовського.
В опозиції до режиму перебували представники римо-католицьких та юдейських громад. Високою активністю відзначалися опозиційні течії серед євангельських християн-баптистів, адвентистів сьомого дня (див. Адвентизм), п'ятидесятників, що створили незалежні від держави духовні центри («Рада Церков євангельських християн-баптистів», «Вірні і вільні Адвентисти сьомого дня»), поширювали релігійний «самвидав», апелювали до світової громадської думки.
Союзне і республіканське партійно-державне керівництво офіційно не визнавало наявності в країні опозиції режимові, характеризуючи представників останньої не як опозиціонерів, а як «відщепенців», «кримінальних злочинців», послідовно проводило боротьбу з нонконформістськими силами. Відповіддю на активізацію дисидентського руху стали політичні репресії, які проводилися за допомогою розгалуженого карального апарату та спиралися на відповідну законодавчу та нормативну базу радянського комуністичного режиму.

## Провідні учасники руху
- Бердник Олесь Павлович
- Гель Іван Андрійович
- Горбаль Микола Андрійович
- Горинь Богдан Миколайович
- Горинь Михайло Миколайович
- Горська Алла Олександрівна
- Григоренко Петро Григорович
- Дзюба Іван Михайлович
- Дужий Петро Атанасійович
- Заливаха Опанас Іванович
- Калинець Ігор Миронович
- Караванський Святослав Йосипович
- Коваленко Іван Юхимович
- Кочур Григорій Порфирович
- Коцюбинська Михайлина Хомівна
- Лесів Ярослав Васильович
- Литвин Юрій Тимонович
- Лук'яненко Левко Григорович
- Лупиніс Анатолій Іванович
- Макух Василь Омелянович
- Марченко Валерій Веніамінович
- Маринович Мирослав Франкович
- Мешко Оксана Яківна
- Мороз Валентин Якович
- Овсієнко Василь Васильович
- Плющ Леонід Іванович
- Попадюк Зорян Володимирович
- Розумний Петро Павлович
- Руденко Микола Данилович
- Сверстюк Євген Олександрович
- Світлична Надія Олексіївна
- Світличний Іван Олексійович
- Сеник Ірина Михайлівна
- Сокульський Іван Григорович
- Строката Ніна Антонівна
- Стус Василь Семенович
- Стасів-Калинець Ірина Онуфріївна
- Тихий Олексій Іванович
- Хмара Степан Ількович
- Чорновіл В'ячеслав Максимович
- Шабатура Стефанія Михайлівна